# لیلیت کاراپتیان
لیلیت کاراپتیان (ارمنی: Լիլիթ Կարապետյան؛ زادهٔ ۱۶ ژوئیهٔ ۱۹۹۲) بازیکن فوتبال در پست مهاجم اهل ارمنستان است.

## تیم ملی
وی همچنین در تیم ملی فوتبال زنان ارمنستان بازی کرده‌است. کاراپتیان نخستین بازی ملی خود در چهارچوب مقدماتی جام جهانی فوتبال زنان ۲۰۱۱ در تاریخ ۱۹ سپتامبر ۲۰۰۹ در ایروان در مقابل فنلاند انجام داده‌است.